# Dorfkirche Langenreinsdorf

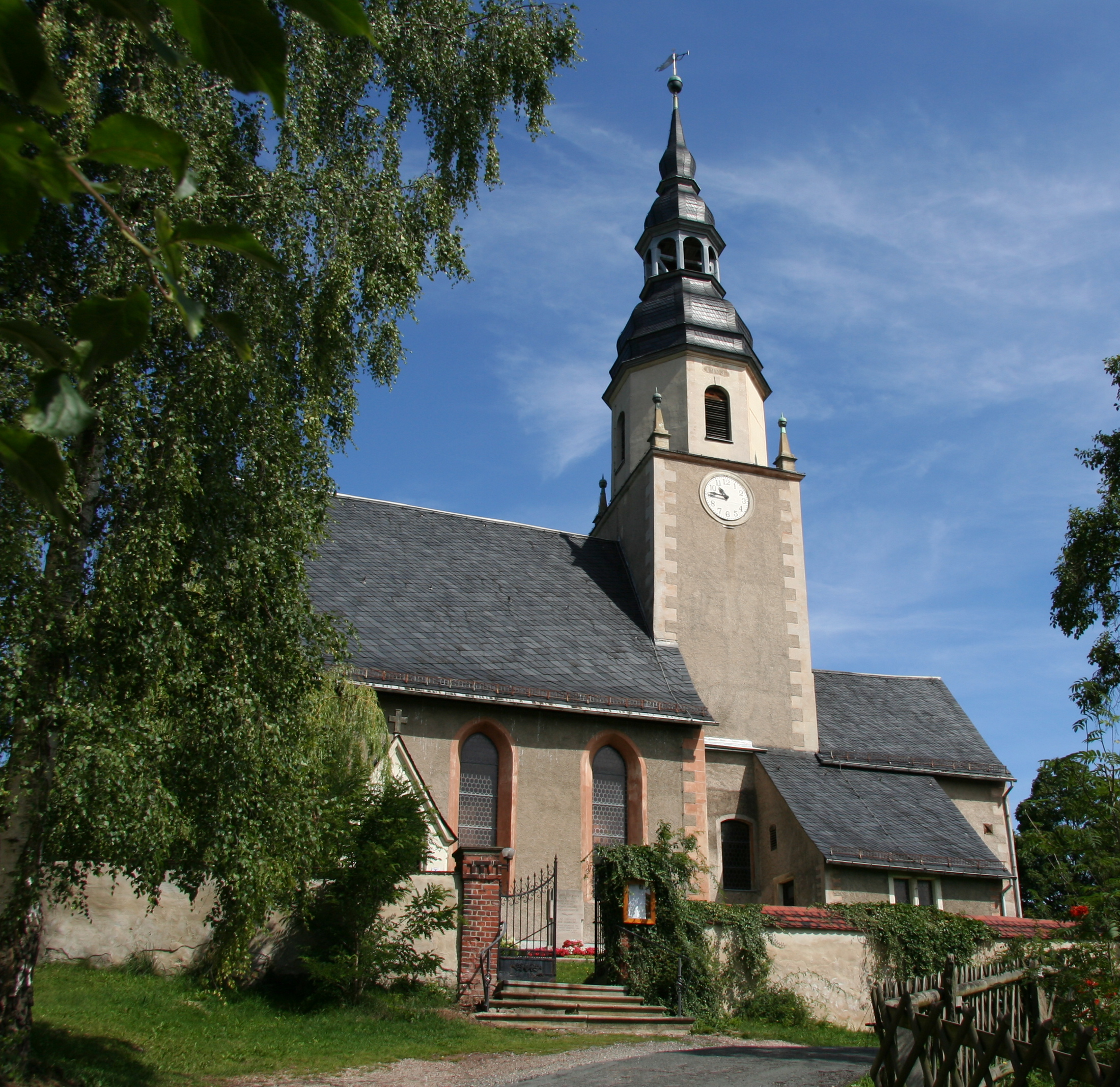
Kirche Langenreinsdorf

Die evangelische Dorfkirche Langenreinsdorf ist eine im Kern romanische, mehrfach umgebaute Saalkirche im Ortsteil Langenreinsdorf von Crimmitschau im Landkreis Zwickau in Sachsen. Sie gehört zur Kirchengemeinde Langenreinsdorf-Rudelswalde im Kirchenbezirk Zwickau der Evangelisch-Lutherischen Landeskirche Sachsens.

## Geschichte und Architektur
Die in einem ummauerten Friedhof erhöht gelegene Chorturmkirche mit einprägsamem barockem Turmaufbau stammt im Kern aus der ersten Hälfte des 13. Jahrhunderts; von diesem Bau ist noch das Chorjoch erhalten, das nach Osten ursprünglich mit einer 1983 ergrabenen Apsis abschloss. Das Kernbauwerk wurde nach Bränden in den Jahren 1467 und 1515 verändert und mit einem Choranbau versehen, der Turm wurde nach Inschrift 1525, das Glockengeschoss mit Helm inschriftlich 1727 erbaut. Veränderungen wurden durch Theodor Quentin im Jahr 1903 vorgenommen, eine Restaurierung erfolgte 1975–1984.
Das Bauwerk ist ein Putzbau, der Turm ist mit mehrfach geschweifter Haube und offener Laterne abgeschlossen, der eingezogene Choranbau ist gerade geschlossen. Der Saal wird durch Spitzbogenfenster erhellt, die Gruppe der drei Rundbogenfenster an der Ostseite wurde erneuert.
Das Innere wird durch die barocke Erneuerung des 17. Jahrhunderts bestimmt. Der Saal ist mit einer reich bemalten Felderdecke geschlossen, die nach Inschrift am Mittelbalken 1658 geschaffen wurde und ursprünglich auf einer hölzernen Mittelstütze ruhte. Die Szenen aus dem Alten und Neuen Testament sind typologisch gegenübergestellt und mit Propheten- und Apostelbildnissen sowie Ornamenten versehen und stammen nach einer Inschrift von Christoph Römer aus dem Jahr 1680. Emporen aus dem 17. Jahrhundert sind an drei Seiten angebracht, sie wurden teilweise im Jahr 1905 erneuert und zeigen an der Brüstung 14 Bildfelder mit Szenen aus dem Alten Testament sowie Gleichnisse und Passionsszenen, vor allem die beiden letzteren wurden im Westen und an der Nordseite erneuert. Im spätromanischen Turmjoch ist eine Spitztonne mit Stichkappen und rundbogigen Öffnungen nach Osten und Westen eingezogen. Im Chor sind tief herabgezogene spätgotische Kreuzrippengewölbe auf zwei Kopfkonsolen eingebaut. An der Ostseite erhellen drei Farbglasfenster mit Darstellung der Himmelfahrt Christi aus dem Jahr 1903 das Innere.

## Ausstattung
Das Hauptstück der Ausstattung ist ein spätgotischer Schnitzaltar aus der Zeit um 1500 mit einem schlichten, nicht zugehörigen Abendmahlsgemälde in der Predella aus dem 17. Jahrhundert. Im Schrein ist Maria mit dem Kind zwischen acht kleinen Figuren der Heiligen Anna selbdritt, Barbara von Nikomedien, einem Bischof, Wolfgang, Katharina und Laurentius (?), Margareta und Dorothea dargestellt. Die Flügelinnenseiten zeigen kleine Apostelfiguren, die fragmentarisch erhaltenen Außenseiten eine gemalte Verkündigungsszene. Auf dem Schrein sind Ecce homo und die Heiligen Mauritius und Georg dargestellt, diese Bilder sind temporär separat aufgestellt. 
Die runde Steinkanzel ist ein Werk der zweiten Hälfte des 16. Jahrhunderts mit frühbarockem hölzernen Baldachin.
Die Orgel mit dreitürmigem, barockisierendem Prospekt ist ein Werk von Johann Gotthilf Bärmig aus dem Jahr 1869.
Ein großer spätgotischer Kruzifixus ist eine volkstümliche Arbeit aus der Zeit um 1500. Drei Pfarrerbildnisse stammen aus dem 18. Jahrhundert. In der Sakristei sind zwei Gemälde aus der ersten Hälfte des 18. Jahrhunderts mit Christus am Kreuz und dem Auferstandenen sowie ein derber achteckiger Taufstein erhalten.